# Eric Kretz

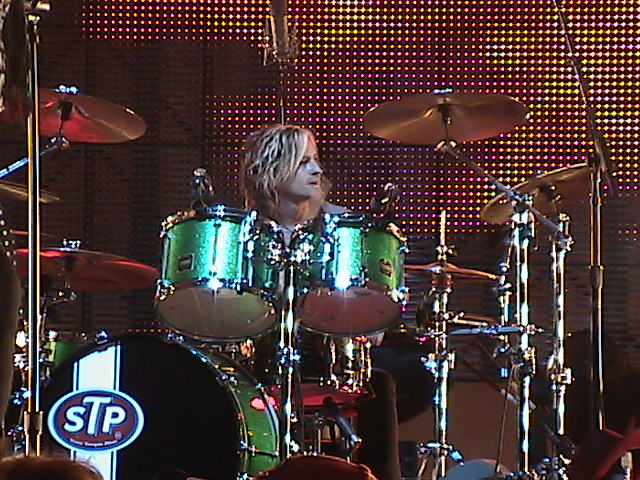
Eric Kretz (2008)

Eric Kretz (* 7. Juni 1966 in San José, Kalifornien) ist ein US-amerikanischer Musiker und wurde bekannt als Schlagzeuger der Stone Temple Pilots, einer der populärsten Grunge-Rockbands der 1990er Jahre.

## Leben
Kretz besuchte die Willow Glen High School in seiner Geburtsstadt San José, an der er 1984 seinen Abschluss machte. Seine Nebenprojekte waren Talk Show und in jüngster Zeit Spiralarms. Inzwischen verdient er sein Geld als Musikproduzent und ist Eigentümer des Bomb Shelter Studios in Los Angeles.